# Pseudolasius jacobsoni
Pseudolasius jacobsoni är en myrart som beskrevs av W. C. Crawley 1924. Pseudolasius jacobsoni ingår i släktet Pseudolasius och familjen myror. Inga underarter finns listade i Catalogue of Life.